# Cuyosuchus
Cuyosuchus is een geslacht van uitgestorven archosauriforme reptielen. De fossielen zijn gevonden in rotsen uit het Laat-Trias van de Cacheuta-formatie, Cuyo Basin, Mendoza, Argentinië. Cuyosuchus is gebaseerd op MCNAM 2669, een gedeeltelijk postcraniaal skelet met zesentwintig wervels van alle delen van de wervelkolom, ribben, gedeeltelijke schoudergordels, een deel van het bekken, bovenarmen en een deel van de onderarmen, het linkerdijbeen en scheenbeen, pantserplaten en fragmenten. Het werd in 1961 beschreven door Osvaldo Reig en vernoemd naar het Cuyo-bekken; de typesoort is Cuyosuchus huenei, verwijzend naar de Duitse paleontoloog Friedrich von Huene. Hoewel oorspronkelijk beschreven als een proterosuchide, bleek uit onderzoek door Julia Desojo en collega's in 2003 dat het aan geen enkele familie kon worden toegewezen.